# Благородные металлы
Благоро́дные мета́ллы (драгоце́нные мета́ллы) — группа металлов, которую составляют золото, серебро, платина, а также остальные 5 металлов платиновой группы — рутений, родий, палладий, осмий и иридий, получившие такое название по причине высокой химической устойчивости и красивому внешнему виду изготовленных из них изделий. Для благородных металлов характерны высокие значения плотности, температуры плавления, давления паров (над расплавом), электропроводности и теплопроводности, оптическая отражательная способность и каталитические свойства.

## История
Название «благородные» было дано группе металлов, обладающих высокой химической стойкостью (практически не окисляются на воздухе), изделия из которых отличаются красивым внешним видом. Для золота, серебра и чистой платины характерна высокая пластичность, а всем металлам платиновой группы — тугоплавкость.

### Древнейшее время
Самородное золото и серебро известны на протяжении нескольких тысячелетий. Свидетельством этому являются изделия, обнаруженные в древних захоронениях, а также сохранившиеся до настоящего времени простейшие горные выработки. В древности добычу благородных металлов вели в Верхнем Египте, Испании, Нубии, Колхиде (Кавказ). Также имеются данные о добыче этих металлов в Центральной и Южной Америке, в Азии (Индия, Китай, Алтай, Казахстан). На территориях современной России золотодобычу начали вести уже во 2—3-м тысячелетии до н. э. Для улавливания крупинок золота песок из россыпей промывали на шкурах животных с подстриженной шерстью. Кроме этого использовались примитивные лотки, желоба и ковши. Из руд благородные металлы извлекали нагреванием породы до растрескивания, после чего проводили дробление глыб в каменных ступах, истирание жерновами и промывку. Разделение кусков руды по крупности проводили ситовым методом. В Древнем Египте использовался подход к разделению золота и серебра из их сплавов под действием кислот, выделение золота и серебра из сплава со свинцом проводили купелированием, был известен метод извлечения золота путём амальгамирования ртутью. Купелирование проводили в глиняных тиглях, в которые добавляли свинец и селитру. В Древней Греции использовали сбор частиц золота с помощью жировой поверхности.
На территории Европы в XI—VI веках до н. э. серебро добывали в Испании в долинах рек Дуэро, Гуадьяро, Тахо и Миньо. В VI—IV веках до н. э. стали проводиться разработки месторождений золота в Западных Карпатах и Трансильвании.

### Добыча в Средние века
В Средние века (вплоть до XVIII века) объектом добычи выступало преимущественно серебро, поскольку исчерпание доступных месторождений золота привело к снижению темпов её добычи. С XVI века испанские колонизаторы начали разрабатывать месторождения благородных металлов в Южной Америке: с 1532 года — в Чили и Перу, с 1537 года — на территории Новой Гранады (современная Колумбия). В 1545 году в Боливии началась разработка месторождения на «серебряной горе» Потоси. В 1577 году золотоносные россыпи были обнаружены в Бразилии. К середине XVI века добыча золота и серебра в Южной Америке в 5 раз превышала добычу этих металлов в Европе до открытия Нового Света.

### Открытие платины
В первой половине XVI века испанцы, занимавшиеся колонизацией Новой Гранады, обратили внимание, что попутно с золотом в россыпях встречается исключительно тугоплавкий белый металл. Из-за внешнего сходства с серебром (исп. plata) ему дали уменьшительное название «платина» (исп. platina), что буквально означает «серебришко». Платина получила известность ещё в древности — платиновые самородки находили совместно с золотом, а сам металл получил название «белое золото» в Древнем Египте, Абиссинии и Испании, «лягушачье золото» — на острове Борнео. Первое описание платины в научных трудах было сделано Уильямом Уотсоном в 1741 году после начала её добычи в промышленных масштабах в Колумбии. Вследствие того, что платину часто использовали для махинаций (подмена золота в монетах и ювелирных изделиях), в 1735 году в Колумбии королевским указом предписывалось монетным дворам в Санта-Фе и Папаяне выбрасывать её при свидетелях в реки: Боготу и Кауку.

### Открытие палладия, родия, иридия, осмия и рутения
Опыты по очистке платины привели к внимательному изучению состава сырой платины, что способствовало открытию сопутствующих ей металлов платинового ряда. Палладий и родий был открыт в 1803 году английским учёным Уильямом Волластоном, иридий и осмий — в 1804 году английским учёным С. Теннантом. В 1808 году польский учёный Анджей Снядецкий при исследовании привезённой из Южной Америки платиновой руды, извлёк из неё новый химический элемент, который назвал вестием. В 1844 году этот элемент был подробно изучен профессором Казанского университета Карлом Клаусом, который дал ему название рутений в честь России.

### Добыча в России
Первым промышленно добываемым в России благородным металлом было серебро, добыча которого началась в XVII веке в Забайкалье и проводилась подземным способом. В 1767 году изобретатель-металлург Ф. Бакунин впервые выполнил плавку серебряных руд с применением шлаков в качестве флюсов.
Летопись Далматовского монастыря содержит первое письменное упоминание о добыче золота из россыпей на Урале, относящееся к 1669 году. В 1732 году золото было найдено в Олонецком крае близ деревни Войцы (сейчас в Новгородской области), а в 1737 году в Карелии было открыто одно из первых месторождений золота в России, и в 1745 году начата его разработка. Также 1745 год принято считать началом золотодобычи на Урале после обнаружения золота Е. Марковым в долине реки Берёзовка (приток Пышмы), где далее в середине XVIII века было разведано Берёзовское золоторудное месторождение.
В 1819 году в руде Восточно-Исетских золотоносных месторождений, расположенных на восточном склоне Уральских гор, в качестве спутника золота обнаружили «новый сибирский металл», а в 1923 году было установлено, что этим металлом является осмий-иридиевым сплавом, содержащим некоторое количество платины. В ходе дальнейших геолого-исследовательских работ горным офицером К. П. Голляховским в 1824 году была найдена россыпь платины с золотом у реки Мельничной, где был заложен первый в России и Европе платиновый прииск. В 1826 году Голляховским были разведаны и подробно описаны уральские платиновые россыпи вдоль реки Иса, получившие мировую известность и сформированные далее в Исовский платиноносный район. В 1828 году в публикациях российского учёного В. В. Любарского была подробно охарактеризована природная платина из россыпей, обнаруженных у Главного Уральского хребта. До 1915 года на долю России приходилось 93—95 % всего мирового производства сырой платины, которую добывали в основном из россыпей, остальное количество производили методом электролитического рафинирования золота и меди (итоговую очистку — аффинаж — проводили, в основном, за границей: во Франции, Германии, Англии); 4—6 % приходилось на долю Колумбии, около 1 % — на остальные страны.
Для извлечения благородных металлов из россыпных месторождений в XIX веке были созданы различные конструкции машин, например, вашгерд и бутара (барабанный грохот). Начиная с первой половины XIX века широкое распространение на уральских приисках получила буторная разработка, состоящая в размыве потоком свободной воды пород россыпей. В 30-х годах XIX века воду для размыва стали подавать под напором. Дальнейшие усовершенствования этого метода привели к созданию водобоев, ставших прототипами гидромониторов. Впервые гидравлическая разработка россыпи, расположенной около озера Байкал, была проведена в 1867 году А. П. Чаусовым; позднее в 1888 году Е. А. Черкасов применил этот способ на месторождении в долине реки Чебалсук на юге Хакассии. На обводнённых золотоплатиновых россыпях в начале XIX века также использовали землечерпалки, а с начала XX века — драги. Во второй половине XIX века разработку глубоких россыпей в России стали вести подземным способом, а в конце XIX века распространение получили скреперы и экскаваторы.

### Развитие технологий извлечения и переработки

#### Технология получения платины
В конце XVII — начале XIX века многие европейские химики и техники: де-Лилль, Волластон, Гитон де-Морво, Жанетти освоили технологию очистки сырой платины и изготовления из неё проволоки, пластин, чашек и других изделий. Парижский золотых дел мастер Жанетти достиг в этом деле особого совершенства. Основная трудность обработки платины заключалась в её высокой температуре плавления (1773,5 °C), что препятствовало ковке. Первая технология переработки платины была основана на сплавлении её с мышьяком с образованием арсенида платины, из которого мышьяк далее выжигали в ходе длительного прокаливания на воздухе с образованием ковкой платины. Другая технология была предложена Волластоном и была основана на растворении сырой (шлиховой) платины в царской водке, с последующим осаждение под действием хлористого аммония гесахлорплатината аммония, который затем прокаливали с образованием губчатой платины. Её далее прессовали в форме, прокаливали и повторно обрабатывали под давлением, в результате чего получали ковкий металл. Этот метод стал в дальнейшем основой порошковой металлургии. В начале XIX века платина уже нашла себе значительное применение в качестве кислотоупорного и жаростойкого материала, а также применялась для изготовления ювелирных сплавов. В 1827 году В. В. Любарский и П. Г. Соболевский самостоятельно разработали способ очистки и получения ковкой платины, подобный методу Волластона, что стало первым в мире примером очистки платины в промышленном масштабе — в течение года им было очищено около 800 кг платины. Выплавка платины впервые была выполнена в 1859 году французскими учёными А. Дебре и А. Э. Сент-Клер Девиль в печи под действием кислородно-водородного пламени.

#### Технология производства золота
Впервые очистка золота методом электролиза была проведена в 1863 году, а с 80-х годах XIX века начала применяться в производственных масштабах.

## Распространение в природе и добыча
Месторождения золота и платины можно разделить на россыпи и коренные (рудные) месторождения. По этой причине технология извлечения этих металлов состоит в обогащении россыпей и переработке руд. Наряду с рудами самих благородных металлов значительную роль в их добыче играют свинцово-цинковые, а также медные руды, которые выступают основным источником для получения серебра и значительным — при извлечении золота. Медно-никелевые платиносодержащие руды используют при получении платины.

## Применение

### Валютные металлы
Валютным металлом является главным образом золото (см. Деньги). Серебро с древности активно использовалось в качестве денег, но затем, после чрезмерного насыщения рынка в первой половине XX века, оно фактически утратило эту функцию.
В настоящее время серебро хранится в составе валютных резервов некоторых Центральных банков, но в довольно малых объёмах.
Драгоценные металлы можно использовать частным лицам и компаниям в качестве накоплений. Ямайская валютная система активно использует фьючерсы на серебро на бирже драгоценных металлов, а также на рынке иностранной валюты для спекуляций ценой металла. При спекуляции фьючерсами объём металла, обеспеченный фьючерсами как производными ценными бумагами, может многократно превышать реально существующий в мире объём запасов металла, поэтому в данной ситуации говорят о «бумажном золоте» или «бумажном серебре».

### Применение в технике
Небольшая добавка рутения (0,1 %) увеличивает коррозионную стойкость титана, а из сплава с платиной изготавливают чрезвычайно износостойкие электрические контакты. Около 50 % добываемого рутения расходуется при производстве толстоплёночных резисторов.
Сплав «osram» (осмия с вольфрамом) использовался для изготовления нитей ламп накаливания. Сплав осмия с алюминием имеет необычно высокую пластичность и может быть вытянут без разрыва в 2 раза.
В технике слабых токов при малых напряжениях в цепях используются контакты из сплавов золота с серебром, золота с платиной, золота с серебром и платиной. Для слаботочной и средненагруженной аппаратуры связи применяют сплавы палладия с серебром (от 60 до 5 % палладия). Эти сплавы характеризуются малым температурным коэффициентом электрического сопротивления, малой термоэлектродвижущей силой в паре с медью, высоким сопротивлением износу, высокой температурой плавления и высокой стойкостью к окислению.

### Применение в химическом машиностроении и лабораторной технике
Тетраоксид осмия применяется в просвечивающей электронной микроскопии (ПЭМ) для контрастирования биологических объектов.
Химически стойкие металлы идут на изготовление деталей, работающих в агрессивных средах — технологические аппараты, химические реакторы, электрические нагреватели, высокотемпературные печи, технику для производства стекловолокна, оптического стекла, эталоны сопротивления, термопары и другие. В данном качестве благородные металлы используются как в чистом виде, так и в би- и полиметаллических сплавах. Химические реакторы и их части делают целиком из благородных металлов или только покрывают фольгой из благородных металлов.

### Применение в медицине
В медицине благородные металлы применяют для изготовления хирургических инструментов, деталей медицинских приборов, протезов, а также различных препаратов, главным образом на основе серебра.
Сплав платины (90 %) и осмия (10 %) применяется в хирургических имплантатах, таких, как электрокардиостимуляторы, и при замещении клапанов лёгочного ствола.

### В электронике
В электронной технике из золота, легированного германием, индием, галлием, кремнием, оловом, селеном, делают контакты в полупроводниковых диодах и транзисторах. Золото и серебро напыляют на поверхность волноводов для уменьшения потерь (см. скин-эффект).

### В фото- и кинопромышленности
До начала эры цифровой фотографии соли серебра были главным сырьём при изготовлении светочувствительных материалов (хлориды, бромиды или иодиды). На заре фотографии использовали соли золота и платины, в частности при вирировании изображения.

### В ювелирной промышленности
В ювелирном деле и декоративно-прикладном искусстве применяют сплавы благородных металлов (см. Цветное золото).

### Припои и антифрикционные сплавы
Припои с серебром прочнее, чем медно-цинковые припои, свинцовые и оловянные, их применяют для пайки радиатора, карбюраторов, фильтров и т. д.

### Износостойкие узлы
С помощью сплавов золота с платиной и палладием, а также иридия с осмием изготавливают компасные иглы, напайки «вечных» перьев. Высокая твёрдость и исключительная тугоплавкость позволяет использовать осмий в качестве покрытия в узлах трения.

### Химическая промышленность: катализаторы
Благородные металлы можно применять в качестве катализаторов из-за их высоких каталитических свойств: платину можно применять как катализатор при производстве серной и азотной кислот; серебро — при изготовлении формалина. Золото как катализатор заменяет платину в нефтеперерабатывающей и химической промышленности. Родий и иридий катализируют реакцию в процессе производства уксусной кислоты. Осмий применяется как катализатор для синтеза аммиака, гидрирования органических соединений, в катализаторах метанольных топливных элементов. Платина, палладий и родий применяются в катализаторах окисления выхлопных газов автомобилей (см. Каталитический конвертер).
Благородные металлы (серебро и рутений) используют также для очистки воды.

## Мировое производство и цены
Добыча золота в мире в целом растёт. В 2019 году было добыто 3533,7 тонн золота. На первом месте КНР: в 2019 г. добыто 383,2 тонн. На втором месте — Российская Федерация с 329,5 тоннами добычи. На третьем — Австралия: 325,1 тонн. Цена тройской унции золота на спотовом рынке по состоянию на 14 декабря 2020 года — $1829. На 3 июня 2025 года — $3390.
Палладий в 2020 году стал самым дорогим промышленным металлом с огромным отрывом в стоимости от других металлов — 19 февраля цена на LSE достигала рекордного уровня в $2841 за унцию. Только с начала 2020 года он подорожал на 45 %, в 2019 году — на 54 %, за последние три года — вчетверо. Это стало возможным благодаря резкому росту спроса на металл как катализатор в бензиновых двигателях. Но, вопреки рыночным законам, структурный дефицит палладия в ближайшие годы не исчезнет: новых крупных проектов по его добыче в мире почти нет, а автопроизводители продолжают наращивать закупки. Цена палладия в декабре 2020 г. — $2376 .
Мировые запасы рутения оцениваются в 5000 тонн. Цена тройской унции рутения 10 декабря 2020 года — $270.
Осмий имеет самый большой удельный вес из всех благородных металлов: 22,61 г/см3. Самые большие запасы осмия в мире, составляющие 127 000 тонн, находятся в Турции. Также существенные запасы осмия расположены в Болгарии. Цена осмия на мировом рынке весь 2020 год была стабильной — $400 за тройскую унцию.
Крупнейший мировой производитель платиноидов в 2005 году: РАО «Норильский никель».
Таблица составлена по данным журнала «Эксперт» (на 2005 год).
| Металл   | Первичное производство (тонн) | Средняя цена ($/кг) | Объём (млн $) |
| -------- | ----------------------------- | ------------------- | ------------- |
| Серебро  | 20 300                        | 236                 | 4792          |
| Золото   | 2450                          | 14 369              | 35 205        |
| Палладий | 214                           | 6839                | 1463          |
| Платина  | 206                           | 30 290              | 6240          |
| Рутений  | 24                            | 2401                | 871           |
| Родий    | 23                            | 66 137              | 1323          |
| Иридий   | 4                             | 5477                | 5             |
| Осмий    | 1                             | 12 903              | 1             |